# Nerine filifolia
Nerine filifolia är en amaryllisväxtart som beskrevs av John Gilbert Baker. Nerine filifolia ingår i släktet Nerine och familjen amaryllisväxter. Inga underarter finns listade i Catalogue of Life.

## Bildgalleri

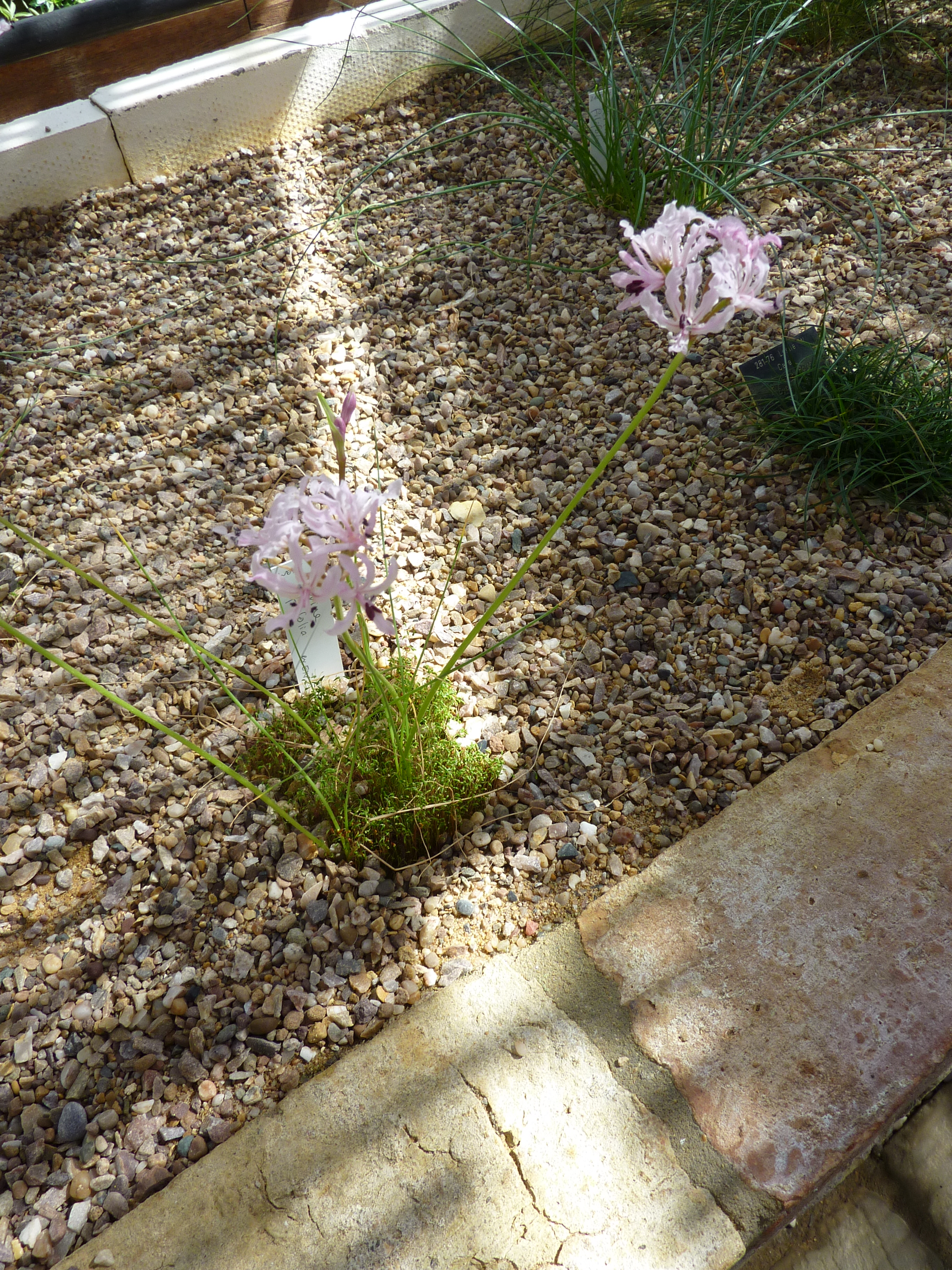
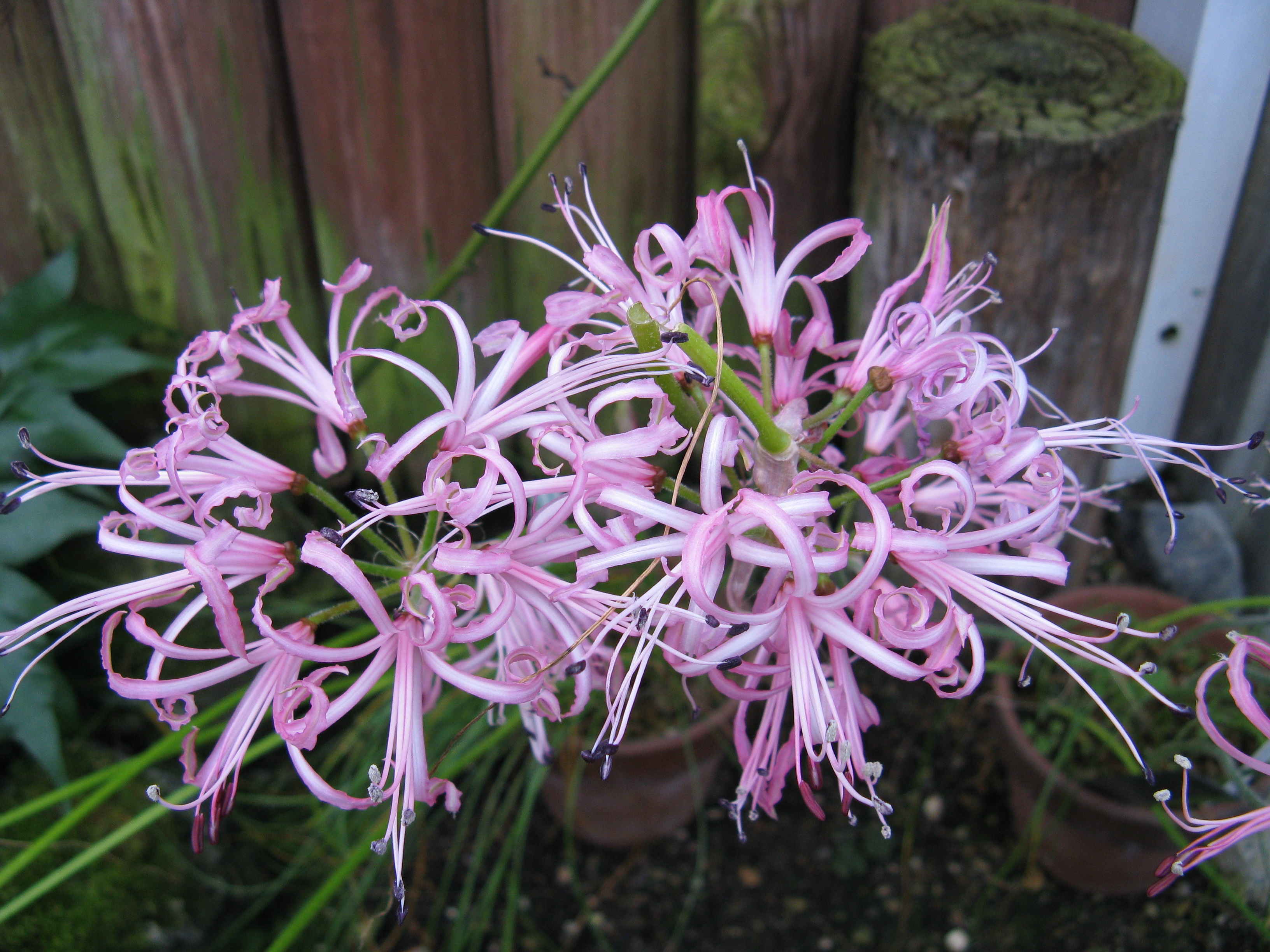
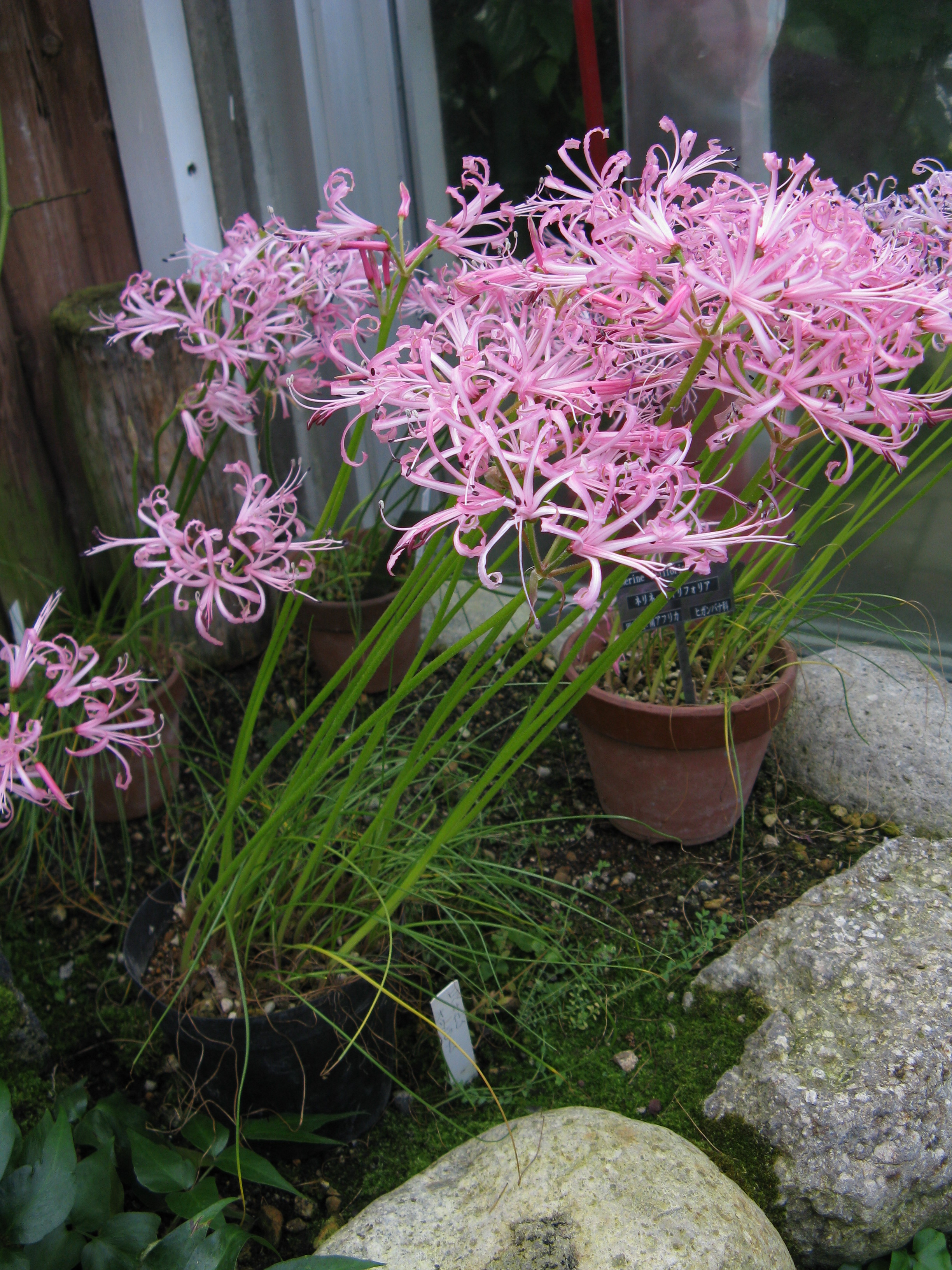